# Hannatu Musawa
 (avril 2024).
Hannatu Musawa née le 1er novembre 1974 dans l'État de Katsina au Nigéria est une avocate, femme politique, écrivaine et activiste nigériane.

## Biographie

### Formation
Hannatu Musawa est la fille de l'homme politique Alhaji Musa Musawa,,.
Elle obtient une licence en droit à l'université de Buckingham et deux masters, l'un en droit des affaires maritimes à l'université de Cardiff au Pays de Galles et l'autre en science pétrolière à l'université d'Aberdeen, ces trois universités se trouvant au Royaume-Uni,.

### Carrière
Hannatu Musawa travaille en tant qu'avocate dans plusieurs entreprises privées en Angleterre et au Pays de Galles, est juriste à la Cour suprême nigériane, puis elle devient membre de l'Institut agréé des arbitres, avant d'ouvrir en 2005 son cabinet d'avocat, nommé Hanney Musawa & Associates,,.
Elle est nommée en 2023 ministre des Arts, de la Culture et de l'Économie créative par le président Bola Tinubu, après avoir été conseillère spéciale de l'économie de la culture et du divertissement au Nigéria.

### Engagement politique
En 2003, Hannatu Musawa fait partie de l'équipe de procureurs à la tête de la pétition présidentielle entre Muhammadu Buhari et Olusegun Obasanjo.
Elle est porte-parole du partie politique Congrès des progressistes (All Progressives Congress) lors de la campagne présidentielle de 2023.

### Controverse
En septembre 2020, l'ancien président Muhammadu Buhari la nomme commissaire nationale au conseil de la Commission nationale des retraités, représentant le Nord-Ouest, mais cette nomination est rejetée par le Sénat en octobre de la même année pour cause de non justification de l'achèvement de l'année de service.